# 韩浩 (宋朝)
韓浩（？—1128年），相州安阳人，宋朝政治人物。宋仁宗时宰相韩琦之孙，宋徽宗时宰相韩忠彦的儿子。
韓浩以奉直大夫守潍州。宋高宗建炎二年（1128年），金军攻城，韓浩率部死守，城破，力战而死。韓浩特赠三官，其家三人荫官。